# Ford F-650
Ford F-650/F-750 Super Duty — це середньорозмірні комерційні вантажні автомобілі, що виробляються компанією Ford з 2000 року. До 2014 року вантажні автомобілі виготовлялись на спільному підприємстві Ford та Navistar International. Автомобілі прийшли на заміну вантажівок Ford F-600, F-700 та F-800, що виготовлялись з 1980 по 1998 рік. F-650 та F-750 Super Duty являють собою вантажні автомобілі середнього класу 6-7, що конкурують з Freightliner Business Class M2  та International DuraStar. Починаючи з 2011 року, важкі версії моделі Ford F-750 досягають діапазону класу 8.
F-650/F-750 доступний в основному як вантажний автомобіль в декількох варіантах кабіни, що використовується в основному для монтування фургонів, будівництва, буксирування та розвезення вантажів. Автомобіль пропонується з повним приводом 4х4 або заднім приводом 4х2.
В 2016 році представлено друге покоління моделі (P558) з новою кабіною та оснащенням.
З 2000 до 2014 року F-650 та F-750 виготовлялись в Мексиці на спільному підприємстві з компанією Navistar International під назвою Blue Diamond Truck Company LLC; у 2014 році виробництво вантажних автомобілів Ford перенесено на Озеро Ейвон, штат Огайо. F-650 та F-750 Super Duty продаються в США, Канаді, Мексиці та Бразилії.

## Перше покоління  (2000-2015)

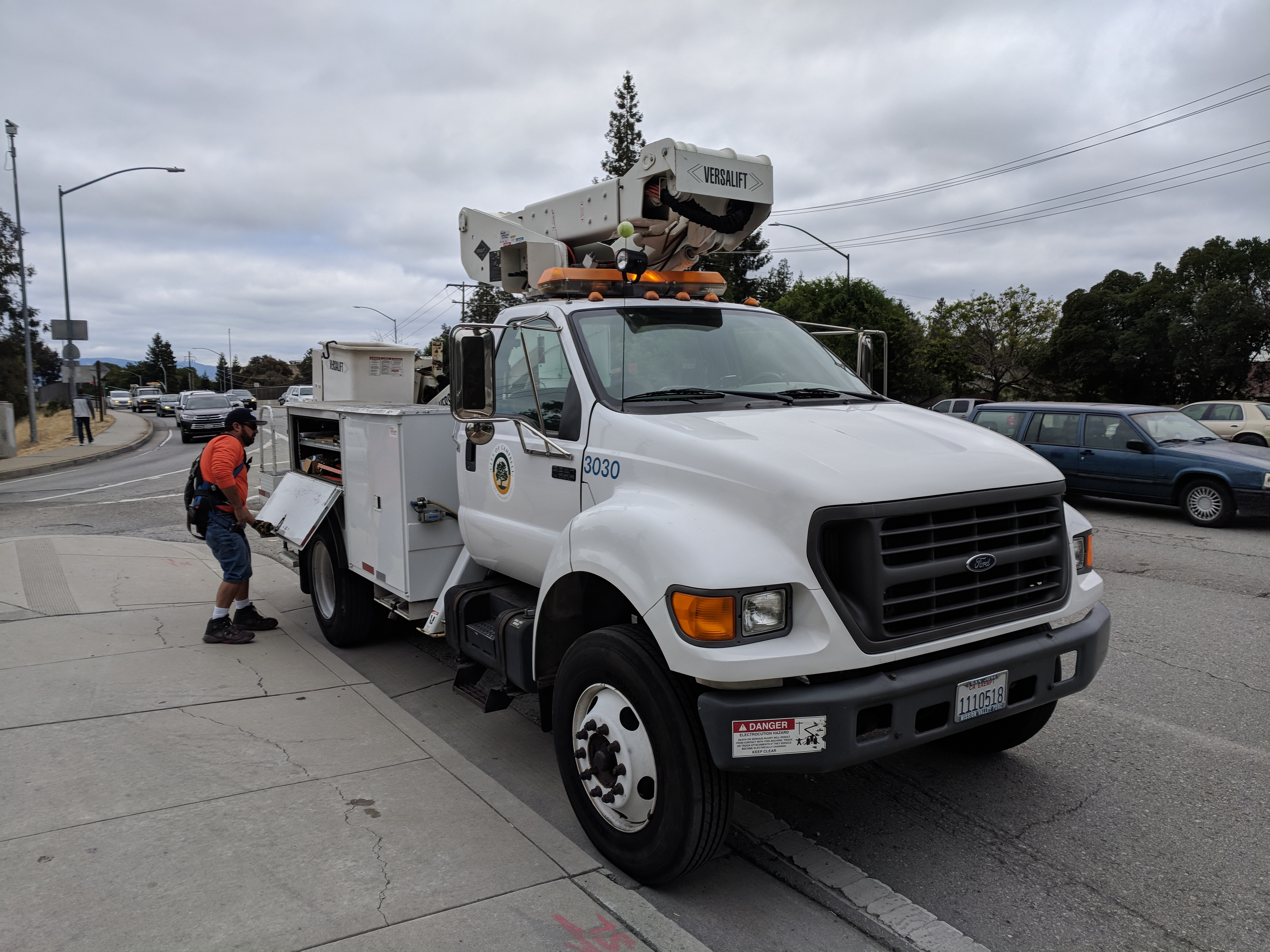
F-650 Super Duty (2000-2003)

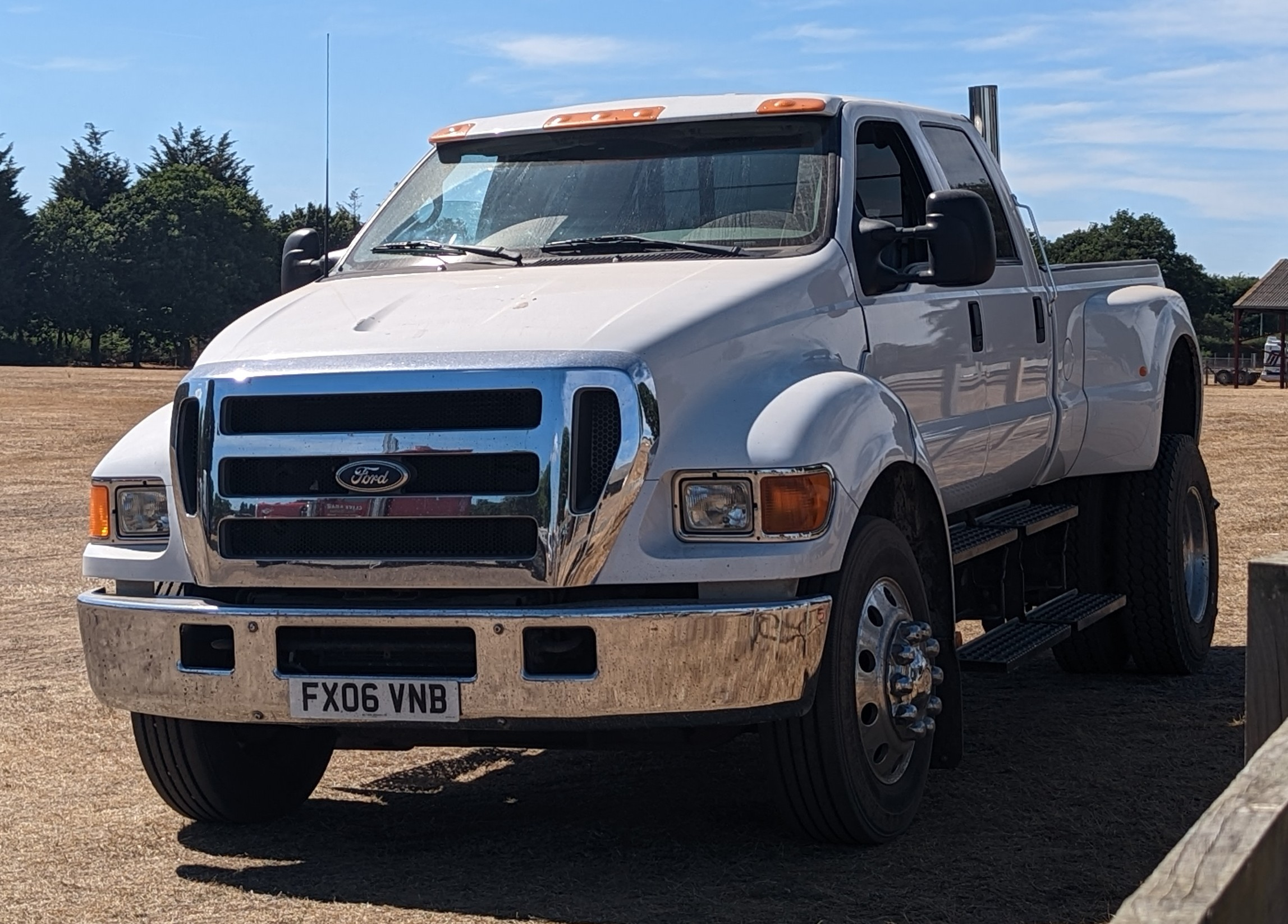
Пікап F-650 Super Duty (2004-2010)

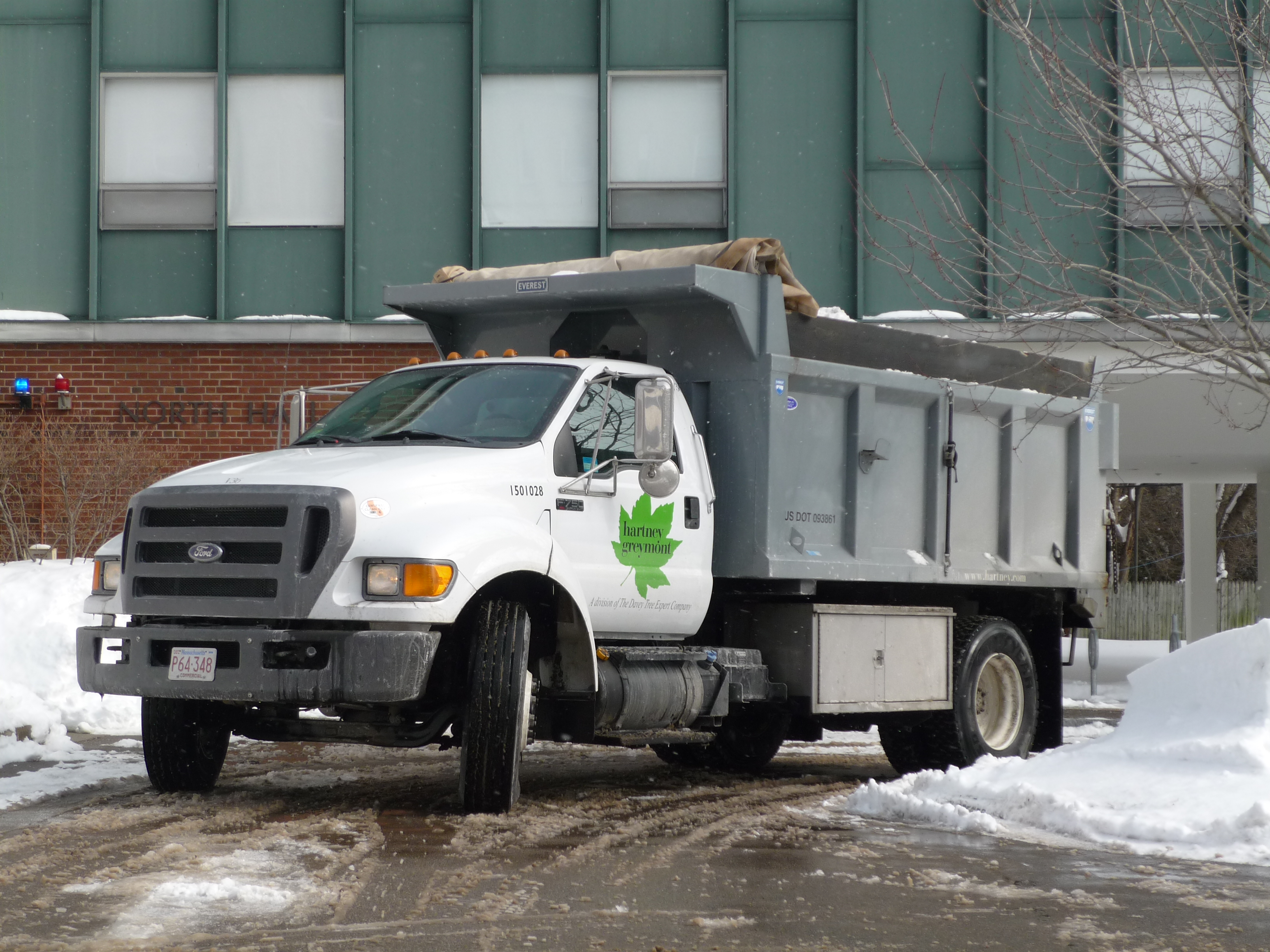
Ford F-750 Super Duty (2011-2015)

У 2000 модельному році Ford представив сьоме покоління лінійки вантажівок середньої вантажопідйомності. Після продажу серії важких вантажівок Aeromax/Louisville і Cargo компанії Freightliner у 1997 році вони стали найбільшими автомобілями, виробленими компанією Ford у Північній Америці. Після поділу F-серії на автомобілі легкої та великої вантажопідйомності у 1999 році вантажівки середньої вантажопідйомності стали частиною лінійки Super Duty. В іншій зміні середні вантажівки прийняли номенклатуру «x50», яка використовувалася вантажівками Ford F-серії з 1953 року, як F-650 і F-750 Super Duty (F-800 було вилучено).
Щоб зменшити витрати на розробку повністю нової серії вантажівок, Ford уклав спільне підприємство з Navistar International, яке прагнуло розробити заміну довготривалої серії International S-Series/4000-Series. Угода під назвою Blue Diamond Truck Company LLC виробляла вантажівки середньої вантажопідйомності для обох виробників. Маючи спільне шасі, Navistar і Ford закуповували кузов окремо; Navistar виробляв власні двигуни, тоді як Ford використовував готові силові агрегати.
Поділяючи кабіну з F-250 і F-350 і пропонуючись у комплектаціях XL і XLT, вантажівки середньої вантажопідйомності Super Duty пропонувалися з дводверною та чотиридверною кабіною; вперше була запропонована конфігурація SuperCab (2+2 двері) для середньотоннажних вантажівок. Знову виготовлений з окремими крилами, єдиними видимими зовнішніми деталями, як і в попередньому поколінні, були фари/поворотники. Конструкція трапецієподібної решітки була в основному адаптована з пікапів Super Duty, з двома вертикальними впускними отворами, що межують з квадратною решіткою. У 2004 році екстер'єр зазнав єдиного оновлення, оскільки решітка радіатора прийняла схему "решітки з трьома прорізами", яка використовується в автомобілях Ford. У 2012 році інтер’єр зазнав свого першого перегляду, прийнявши зміну інтер’єру, представлену для пікапів Super Duty 2011 року.

### Двигуни
На момент запуску моделі F-650 і F-750 були доступні з рядним шестициліндровим двигуном Caterpillar 3126 (замінений C7) 7,2 л, рядним шестициліндровим двигуном Cummins ISB 5,9 л і двигунами Ford PowerStroke 7,3 л і 6,0 л V8. У 2010 модельному році Caterpillar залишила ринок дизельних двигунів для шосе, залишивши Cummins єдиним двигуном. Розширений до 6,7 літрів у 2007 році, дизель Cummins поставляється з вісьмома стандартними та додатковими оцінками потужності, а також двома професійними оцінками.
У 2012 році Ford представив бензинові та газові (пропанові) двигуни для середньотоннажних вантажівок. 6,8-літровий Triton V10 видає 362 кінські сили (270 кВт) і крутний момент 457 фут-фунтів (620 Н⋅м) і працює в парі з семиступеневою механікою TTC Spicer ES56-7B.
Дизельні
- 7.2 л Caterpillar 3126/C7 I6 323-362 к.с. (2000-2009)
- 5.9 л Cummins ISB I6 (2000-2006)
- 6.7 л Cummins ISB I6 220-360 к.с. (2007-2015)

Газ/Бензин
- 6.8 л Ford Modular V10 362 к.с. (2012-2015)

## Друге покоління (з 2016)

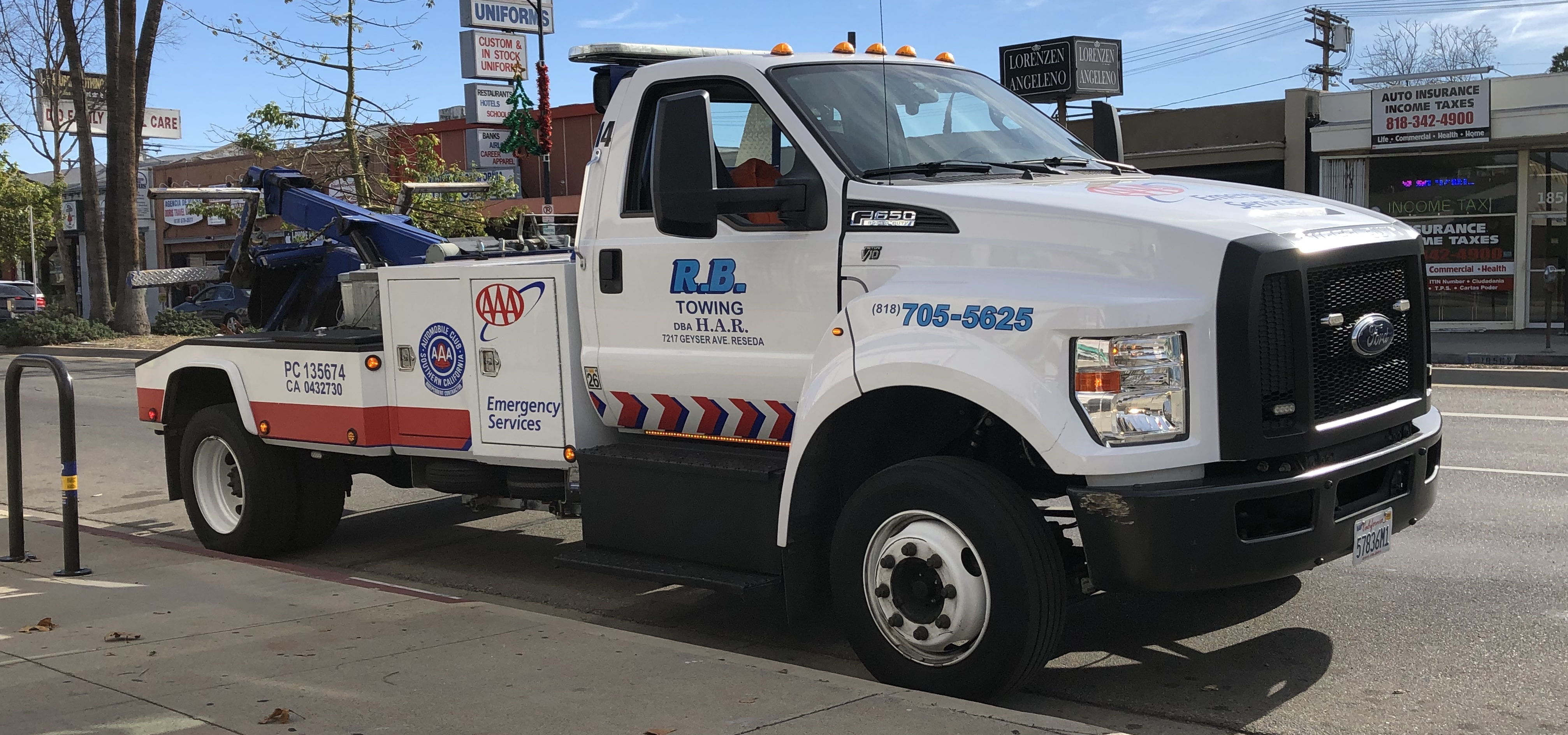
Ford F-650 Super Duty ІІ (з 2016)

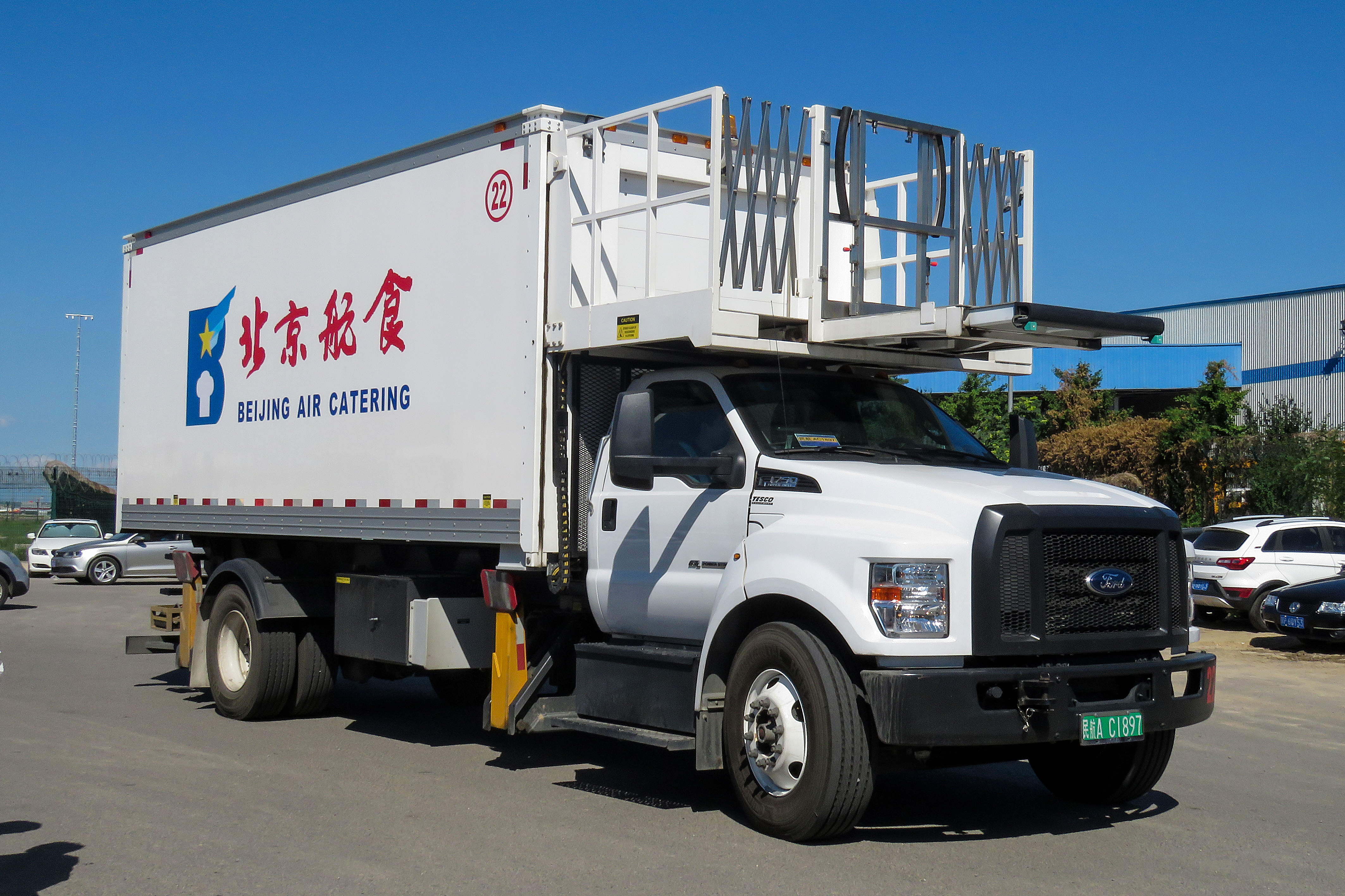
Ford F-650 Super Duty ІІ (з 2016)

У 2016 модельному році Ford представив восьме покоління лінійки середньовантажних вантажівок. Після припинення спільного підприємства Blue Diamond Truck у 2015 році Ford перемістив виробництво вантажівок середньої вантажопідйомності з Мексики на свій складальний завод у Ейвон-Лейк, штат Огайо, поряд із розрізаними шасі фургонів серії E та шасі для будинків на колесах/комерційних автомобілів F-53/F-59. Як і раніше, F-650 і F-750 повертаються, поширюючись на діапазон 7 класу.
Поділившись кабіною з попереднім поколінням, друге покоління відмовляється від спільного шасі Blue Diamond і використовує повністю нове шасі, розроблене компанією Ford; конструкцію переносної кабіни в основному було обрано для задоволення потреб виробників кузовів. Стандартні силові агрегати були замінені на двигуни та трансмісії виробництва Ford. На заміну дизелю Cummins вантажівки середньої вантажопідйомності використовують 6,7 л Power Stroke V8 від пікапів F-250/F-350 Super Duty. Бензиновий двигун Triton V10 об’ємом 6,8 л повернувся з опцією переобладнання на пропан або стиснений природний газ (СПГ). Шестиступенева автоматична трансмісія 6R140 є єдиною трансмісією для обох двигунів; ручна коробка передач не пропонується.
Як і раніше, модельний ряд середньої вантажопідйомності пропонується в дводверній, чотирьохдверній і суперкабіні (2+2 двері). Крила та лінію капота трохи переглянута; стандартна сітчаста решітка відмовляється від конфігурації з трьома прорізами, у центрі якої знаходиться лише емблема Ford Blue Oval. Модельний ряд має спільні фари з Ford E-Series, а вентиляційні отвори на капоті — з Ford Super Duty 2011-2016.
В 2020 році V10 було замінено на 7,3-літровий V8 у парі з шестиступеневою автоматичною коробкою передач. Ford знову представив F-600, більш важку версію F-550, яка оснащена більш посиленими U-образними шарнірами, рамою, передньою віссю та трансмісією середньовантажного F-650 з використанням алюмінієвої конструкції кабіни та конструкцію рами F-250/F-550.

### Двигуни
Дизельні
- 6.7 л Ford Power Stroke V8 270-440 к.с. (2016-наш час)

Газ/Бензин
- 6.8 л Ford Modular V10 362 к.с. (2016-2020)
- 7.3 л Ford Godzilla OHV V8 335 к.с. (з 2020)